# Botryobasidium asperulum
Botryobasidium asperulum är en svampart som först beskrevs av Donald Philip Rogers, och fick sitt nu gällande namn av Boidin 1970. Botryobasidium asperulum ingår i släktet Botryobasidium och familjen Botryobasidiaceae.   Inga underarter finns listade i Catalogue of Life.